# 2020年中華民國空軍UH-60M黑鷹直升機墜毀事故

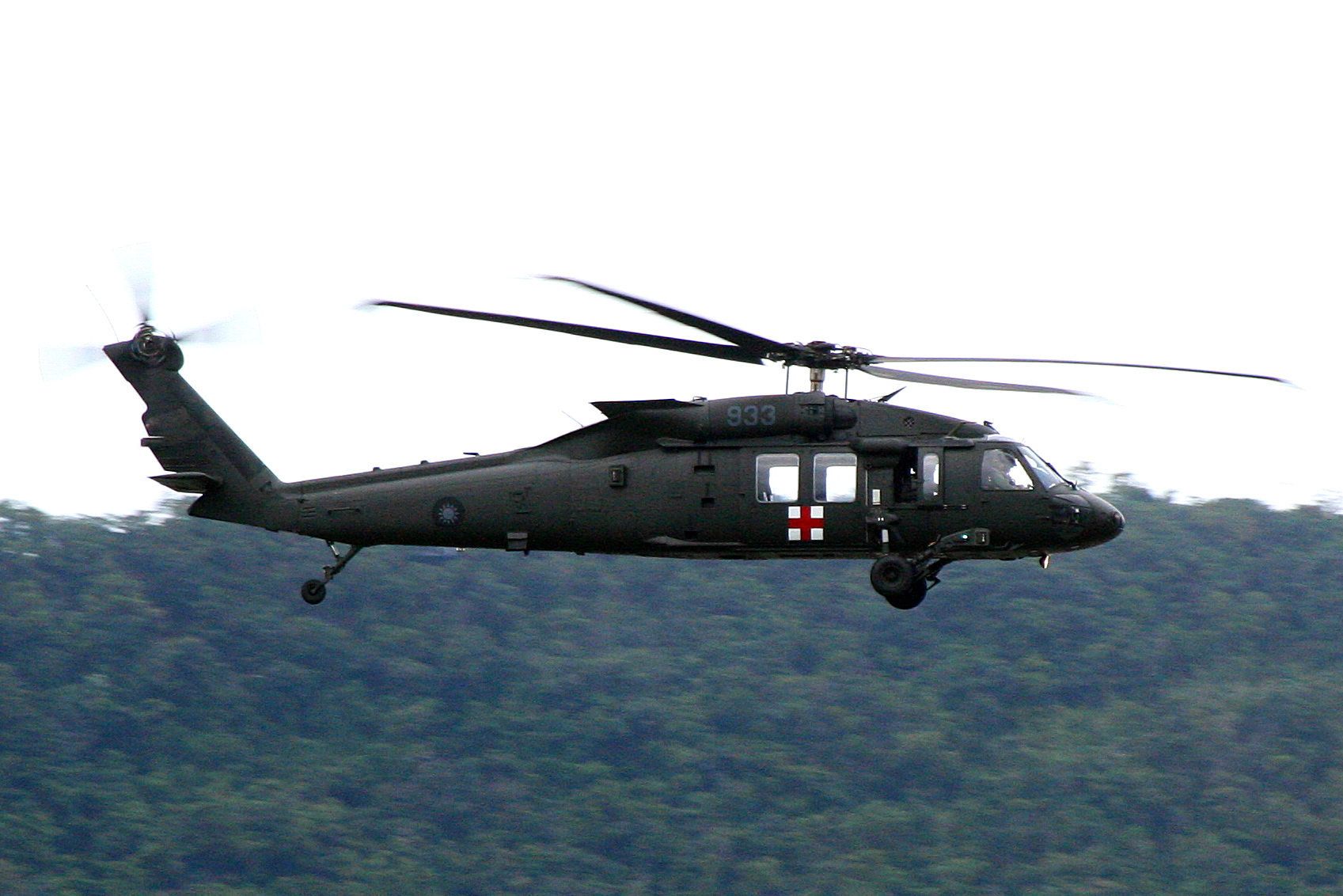
編號933，失事的中華民國空軍UH-60M黑鷹直升機，攝於2018年

2020年1月2日，一架隸屬中華民國空軍救護隊的UH-60M黑鷹直升機在由臺北市松山區空軍松山基地飛往宜蘭縣蘇澳鎮東澳嶺雷達站途中，失事墜毀於新北市烏來區烘爐地山桶後溪溪谷。機上13名乘員中，包含時任中華民國國防部參謀總長沈一鳴空軍上將、國防部政治作戰局副局長于親文空軍少將、國防部參謀本部情報參謀次長室助理次長洪鴻鈞陸軍少將等中華民國國軍高階將領及國防部參謀本部首任總士官長韓正宏陸軍士官長等8人死亡，其中沈一鳴殉職前軍階達二級上將，使這次空難成為歷來國軍高級將領搭乘專機失事中，殉職將領軍階最高的紀錄。

## 背景
UH-60「黑鷹」直升機是由美国西科斯基飞机公司生產的一種雙渦輪軸發動機、單旋翼直升機，獲得多國軍隊採用。中華民國一共採購了60架改良型的UH-60M黑鷹直升機，其中中華民國陸軍30架、中華民國空軍15架、內政部空中勤務總隊15架，惟空中勤務總隊所屬機隊中已有1架於2018年執行醫療後送任務時失事墜毀，機上所有乘員包含病患和醫護人員共6人全數罹難。

## 事件過程
2020年1月2日，一架隸屬空軍救護隊、編號933的UH-60M黑鷹直升機於當日上午8時7分從雷達消失。機上乘員包含時任國防部參謀總長沈一鳴上將等一行共13人，原訂計畫在上午7時50分搭乘至宜蘭東澳執行春節慰勉行程，因山區天氣驟變，雲霧濃厚，同時受移動雲層影響，飛行中瞬間進雲，飛行員不及爬高應處，觸地墜毀於新北烏來、宜蘭交界的烘爐地山桶後溪溪谷；失事時，右前方機身觸地，造成機身前段、右側嚴重損毀；第一次撞擊後，機身向前滑行約70公尺，再發生第二次撞擊，後停下。上午9時2分，宜蘭縣消防局、新北市政府消防局及基隆市消防局救災救護大隊獲報後立即出動趕往救援。上午9時17分，國防部請求派遣內政部空中勤務總隊及特種搜救隊支援搜索行動。上午10時50分，國防部召開第一次記者會，證實黑鷹直升機迫降。下午1點30分，首批救難隊員接觸待救者。下午1時55分，國防部召開第二次記者會，證實機上13人中，有5人獲救、8人罹難。

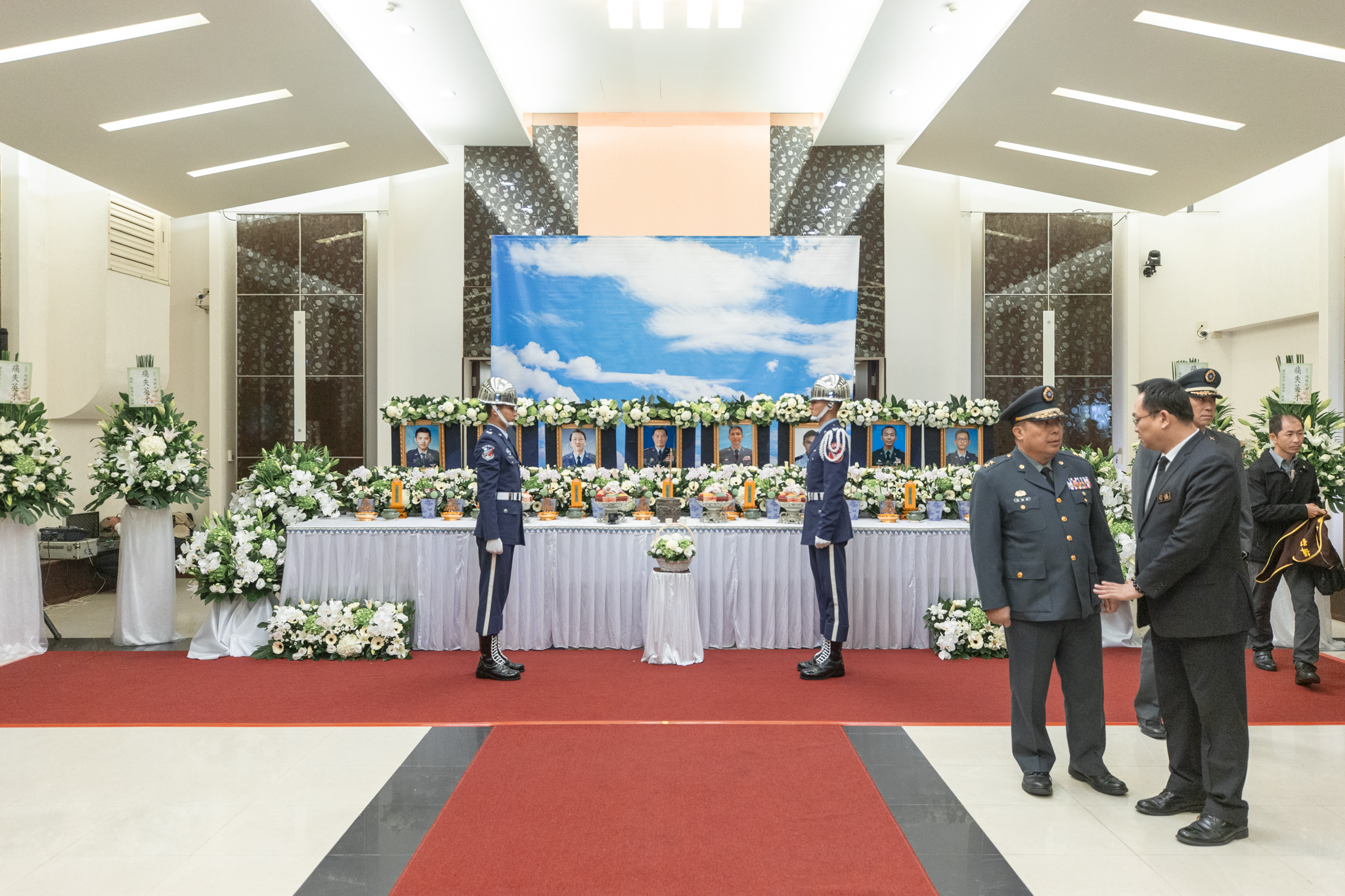
於三軍總醫院懷德廳內替空難全體罹難官兵設置的靈堂及遺像

沈一鳴殉職前軍階達二級上將，使這次空難成為歷來國軍高級將領搭乘專機失事中，殉職將領軍階最高的紀錄；這次空難也是繼1974年陸軍UH-1直升機在昌平演習中失事及1990年空軍比奇1900運輸機在實施防空疏散工程視察任務時失事以來，又一次的重大國軍高級將領專機墜毀事故。

## 人員傷亡
此次空難失事的直升機上共有3名機組人員、10名乘客，共13名乘員；其中8人死亡、5人生還。
| 姓名     | 事發時軍階     | 職務                                               | 狀態     | 備註                                     |          |
| 機組人員 | 機組人員       | 機組人員                                           | 機組人員 | 機組人員                                 | 機組人員 |
| -------- | -------------- | -------------------------------------------------- | -------- | ---------------------------------------- | -------- |
| 葉建儀   | 空軍中校       | 正駕駛，空軍第四戰術戰鬥機聯隊救護隊分隊長         | 罹難     | 追晉上校，追頒干城甲種二等獎章           |          |
| 劉鎮富   | 空軍上尉       | 副駕駛，空軍第四戰術戰鬥機聯隊救護隊飛行官         | 罹難     | 追晉少校，追頒干城乙種二等獎章           |          |
| 許鴻彬   | 空軍二等士官長 | 機工長，空軍第四戰術戰鬥機聯隊救護隊機工長         | 罹難     | 追晉空軍一等士官長，追頒干城乙種二等獎章 |          |
| 乘客     |                |                                                    |          |                                          |          |
| 沈一鳴   | 空軍二級上將   | 國防部參謀本部參謀總長                             | 罹難     | 追晉一級上將，追頒青天白日勳章           |          |
| 韓正宏   | 陸軍一等士官長 | 國防部參謀本部參謀總長室總士官長                   | 罹難     | 已晉士官最高軍階，追頒九等雲麾勳章       |          |
| 親文     | 空軍少將       | 國防部政治作戰局副局長                             | 罹難     | 追晉中將，追頒四等雲麾勳章               |          |
| 洪鴻鈞   | 陸軍少將       | 國防部參謀本部情報參謀次長室助理次長               | 罹難     | 追晉中將，追頒四等雲麾勳章               |          |
| 黃聖航   | 空軍少校       | 國防部參謀本部參謀總長室侍從官兼參謀官             | 罹難     | 追晉中校，追頒干城甲種二等獎章           |          |
| 黃佑民   | 海軍中將       | 國防部參謀本部後勤參謀次長室次長                   | 生還     | 不適用                                   |          |
| 曹進平   | 空軍中將       | 國防部參謀本部通信電子資訊參謀次長室次長           | 生還     | 不適用                                   |          |
| 劉孝堂   | 空軍少將       | 國防部參謀本部作戰及計畫參謀次長室防空資戰處處長   | 生還     | 不適用                                   |          |
| 周欣頤   | 陸軍中校       | 國防部參謀本部作戰及計畫參謀次長室聯合作戰處參謀官 | 生還     | 不適用                                   |          |
| 陳映竹   | 陸軍上士       | 國防部軍事新聞通訊社新聞士                         | 生還     | 不適用                                   |          |

## 後續

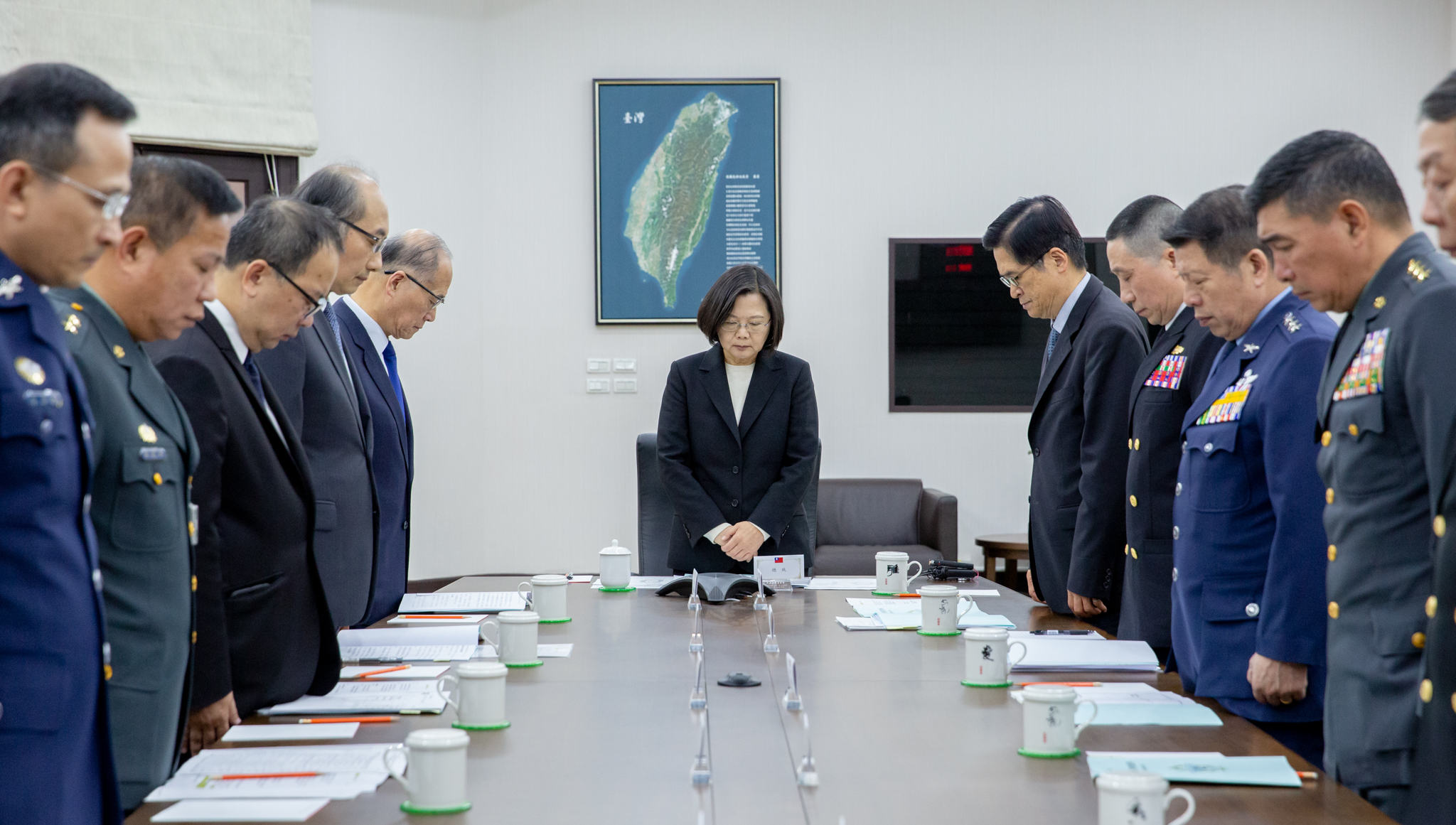
墜毀事故隔日，軍政高層於國防軍事會談上默哀

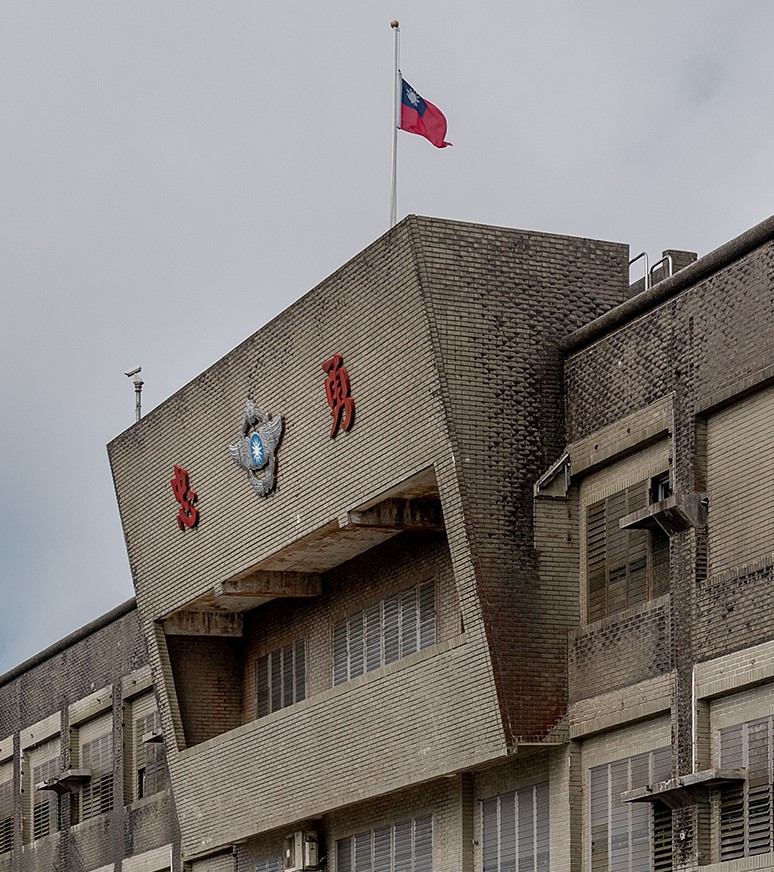
黑鷹直升機原定目的地——東澳嶺雷達站於事發後降半旗致哀

### 國防軍事單位降半旗、選舉活動暫停
事發後的下午3時，時任中華民國總統兼三軍統帥蔡英文抵達宜蘭金六結營區，了解事故搜救情形，除對罹難者表達「哀悼與不捨」，也指示相關單位盡全力提供支援與協助，盡全力做好撫卹工作；此外，並令所有國防軍事單位的中華民國國旗、軍旗降半旗3天，以悼念殉職人員。另一方面，此事故正逢2020年中華民國總統選舉暨立法委員選舉競選期間，時身兼民主進步黨總統候選人的蔡英文、中國國民黨總統候選人韓國瑜及親民黨總統候選人宋楚瑜先後宣布取消2至3日的競選活動。

### 調查
1月3日，軍方尋獲失事直升機的黑盒子，並送至國家運輸安全調查委員會判讀。2月15日，空軍司令部召開記者會說明初步調查結果，初判失事原因為環境與人為複合因素，同時公布懲處名單。
| 姓名   | 軍階         | 單位                   | 職務           | 懲處               |
| ------ | ------------ | ---------------------- | -------------- | ------------------ |
| 熊厚基 | 空軍二級上將 | 空軍司令部本部         | 司令           | 自請處分記過乙次   |
| 范大維 | 空軍中將     | 空軍司令部本部         | 副司令         | 記過乙次           |
| 顏有賢 | 空軍少將     | 空軍第四戰術戰鬥機聯隊 | 聯隊部聯隊長   | 記過二次           |
| 鄭忠平 | 空軍上校     | 空軍第四戰術戰鬥機聯隊 | 聯隊部副聯隊長 | 記過二次           |
| 林佳田 | 空軍上校     | 空軍第四戰術戰鬥機聯隊 | 救護隊隊長     | 大過乙次並調離現職 |

軍方人士隨後表示，全案調查報告依調查程序預計於2021年1月2日（即事發一週年）前完成，並函送司法機關臺灣臺北地方檢察署審認，惟因調查報告列屬機密等級，將不會對外公布。

### 紀念儀式

#### 追思
蔡英文核定於1月4日至5日開放臺北賓館作為沈一鳴等八位殉職人員之追思會場，開放後由於弔唁人潮眾多，民眾希望延長開放時間，遂延長開放至1月7日。

#### 移柩

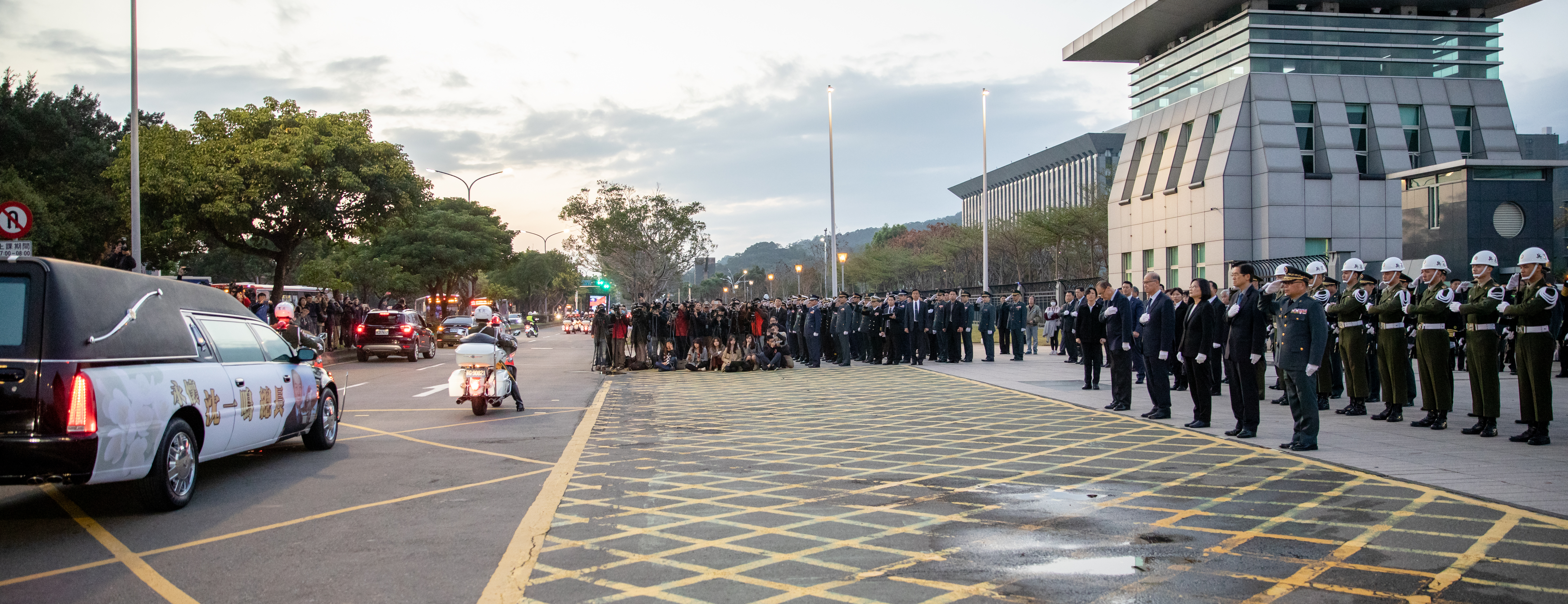
1月13日替黑鷹事故殉職官兵舉辦的移柩儀式，靈車車隊行經國防部正門前的北安路

1月13日，國防部為殉難將士辦理移柩儀式，由三軍總醫院出發，沿途行經成功路二段至三段、文德路、內湖路一段、北安路、國防部（停留30秒）、空軍司令部、海軍司令部、中山北路、民族東路、復興北路、民權東路等地，最後抵達空軍松山基地指揮部，路線全長約13公里，採慢速引導並規劃37個致敬點供官兵代表及民眾致意。車隊行經國防部時，由蔡英文率領時任國防部部長嚴德發、國家安全會議秘書長李大維、國軍退除役官兵輔導委員會主任委員馮世寬與國防部本部全體官兵在門口親自迎接車隊向殉職將士告別、致悼念緬懷之意。這是繼1988年時任總統蔣經國逝世後，中華民國政府再一次於臺北市區舉辦如此隆重的移柩追思儀式。

#### 公奠

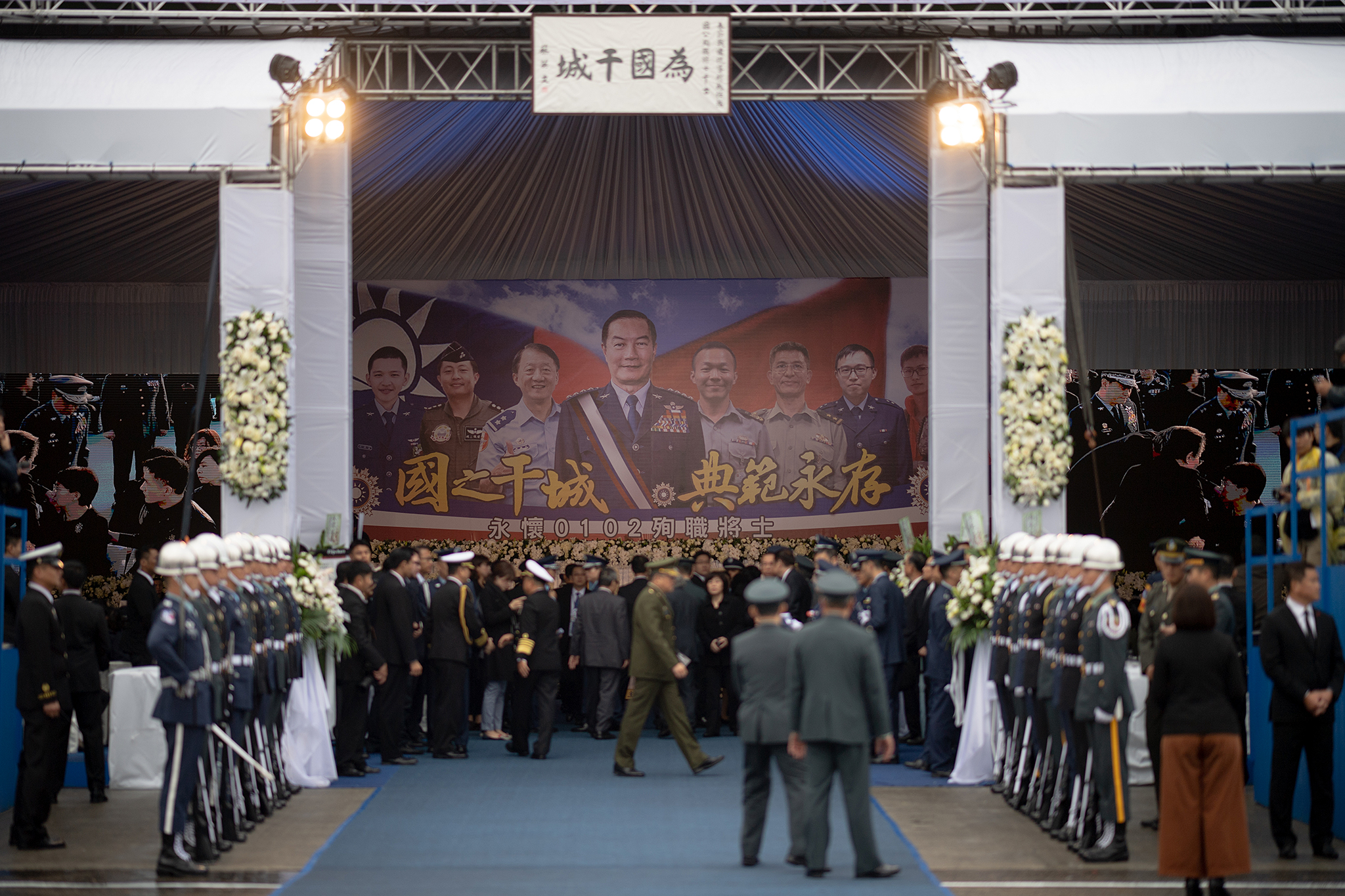
1月14日於空軍松山基地舉辦的「英勇殉職將士聯合公奠」

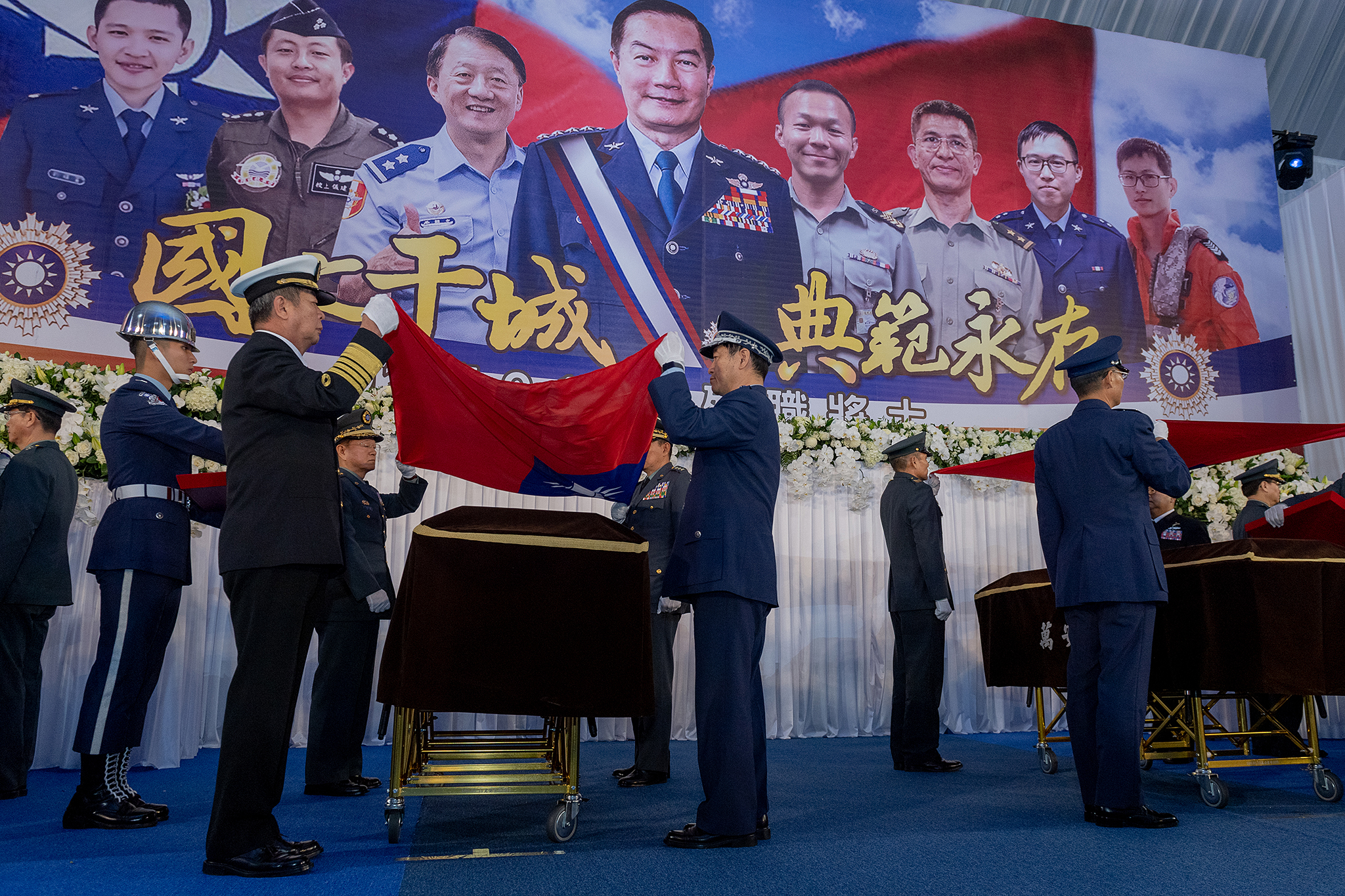
聯合公奠中以中華民國國旗覆蓋殉職人員的棺材

1月14日，國防部在空軍松山基地指揮部舉辦「英勇殉職將士聯合公奠」，由蔡英文親自主持，進行追頒追晉、頒贈褒揚令、播放追思影片、覆國旗榮典、公奠禮、收旗暨贈旗、啟靈、施放禮砲等儀式，儀式結束後，數架UH-60M黑鷹直升機及幻象2000戰鬥機進行「追思致敬」隊形編隊衝場，向殉職人員致敬。除身為總統的蔡英文、副總統陳建仁、行政院院長蘇貞昌、前總統馬英九、前副總統吳敦義等國內政要和歷任前國防部部長、參謀總長等大批退役國軍將領外，友邦尼加拉瓜駐華大使、瓜地馬拉駐華大使、巴拉圭駐華大使、宏都拉斯駐華大使，美國在台協會處長酈英傑、日本台灣交流協會代表泉裕泰、法國在台協會主任公孫孟（Jean-François Casabonne-Masonnave）、駐台北韓國代表部代表姜永勳、新加坡駐台北商務辦事處代表黃偉權等外國駐華官員，以及美國空軍准將馬修·艾斯勒（Matthew C. Isler，美國國防部空軍部國際副次長室區域主任）、日本陸上自衛隊退役陸將補渡邊金三（日本台灣交流協會臺灣周邊安保情勢調查主任）、大韓民國國軍上校金明珍（김명진，駐台北韓國代表部武官）、新加坡武裝部隊星光部隊指揮官張進才等外國軍方相關官員皆與會致意；蔡英文並同時公布「空降特戰加給」、「飛行軍官續服獎金」、「士官長專業加給」三項國軍官兵加給方案。
公奠後，沈一鳴、黃聖航、韓正宏葬於汐止五指山國軍示範公墓，于親文、葉建儀、劉鎮富、許鴻彬葬於碧潭空軍烈士公墓，洪鴻鈞則歸葬家鄉苗栗。
國防部後來在事故地點設立黑色「神武英靈紀念碑」石碑，供置於磚紅色鐵皮屋內，設計成小型祠堂供後人憑弔。

### 中樞人事
事發後，國防部決定由時任副參謀總長兼執行官劉志斌二級上將暫代參謀總長。1月15日，蔡英文正式核定由時任海軍司令黃曙光二級上將繼任參謀總長。

## 外界反應

#### 臺灣
事發後，星宇航空董事長張國煒在Facebook上發文批評國軍安排多名將領同機的行為，並表示：「誰安排讓那麼多優秀的軍官都搭同一架直升機的人應該要查出來法辦。嚴格講起來應該要槍斃。」引發爭議，張國煒隨後刪除文章。軍方人士表示，國軍視導編組已依指揮、主管及幕僚人員相互搭配，能達到分散風險的目的，並無不當。

#### 中國大陸
事發後，《人民日报》、新华社及中新社皆報導了此次事故，环球网並於事發當日轉發一篇微信公众号文章，質疑美國對臺軍售品質，文末更稱「一旦大陆决定武力解放台湾，你还觉得这些‘黑鹰’能成为屏障吗？」。

#### 美國
事發後，美軍最高軍職首長、美國參謀長聯席會議主席馬克·陸軍四星上將發表聲明，稱其「代表美軍男女官兵，向臺灣軍方就沈將軍及其餘7位罹難者在直升機事故中的慘痛殞落表示哀悼」；美國在台協會亦表示其「謹代表美國，在此向罹難者的家人、同袍、及所屬團體表達最深切的哀悼之意」，並「已準備好，隨時就此一事件為臺灣提供協助」，該協會並於事發隔日在台北內湖新館將美國國旗降半旗致哀。

#### 日本
日本台灣交流協會表示「對於包括沈一鳴參謀總長在內的八位人員因公殉職深感震驚與哀慟」，會「為罹難者祈求冥福，對其遺族與同事深表哀悼之意，並願生者身心早日康復」。

#### 其他國家
澳洲辦事處、德國在台協會、英國在台辦事處、波蘭臺北辦事處等外國駐華機構，以及海地總統若弗内爾·莫伊兹、巴拉圭國防部部長伯納提諾·索多和聖克里斯多福及尼維斯外交部部長馬克·布蘭特利等外國政府高層官員亦透過Facebook或Twitter發文表達哀悼之意。